# The ABCs of Book Banning
The ABCs of Book Banning é um curta-metragem documental estadunidense dirigido por Trish Adlesic, Nazenet Habezghi e Sheila Nevins. Sua estreia foi realizada no Festival de Cinema de Woodstock em 30 de setembro de 2023.

## Enredo
Produzido pela MTV Documentary Films, O filme mostra pessoas discutindo a proibição em massa de livros nas bibliotecas relacionados a temas LGBT e questões raciais, especificamente no estado da Flórida.

## Prêmios e indicações
| Prêmio                             | Data                   | Categoria                                      | Resultado | Ref.  |
| ---------------------------------- | ---------------------- | ---------------------------------------------- | --------- | ----- |
| Critics' Choice Documentary Awards | 12 de novembro de 2023 | Melhor documentário de curta-metragem          | Indicado  | [ 6 ] |
| Astra                              | 6 de janeiro de 2024   | Melhor curta-metragem em documentário          | Indicado  | [ 7 ] |
| Óscar                              | 10 de março de 2024    | Oscar de melhor documentário de curta-metragem | Indicado  | [ 8 ] |